# Arpenans
Arpenans est une commune française située dans le département de la Haute-Saône, en Franche-Comté, dans la région administrative Bourgogne-Franche-Comté.

## Géographie
Le village recouvre un terrain d'un peu plus d'un kilomètre carré, exactement 1 180 hectares dont 162 recouverts de forêt. 13 de ces hectares sont des résineux et 155 sont des bois communaux.

### Géologie et relief
Le territoire communal repose sur le gisement de schiste bitumineux de Haute-Saône daté du Toarcien.
Le village occupe un espace vallonné et traversé par une petite vallée en dessous du mont Gédry (416 mètres), point culminant de la commune.

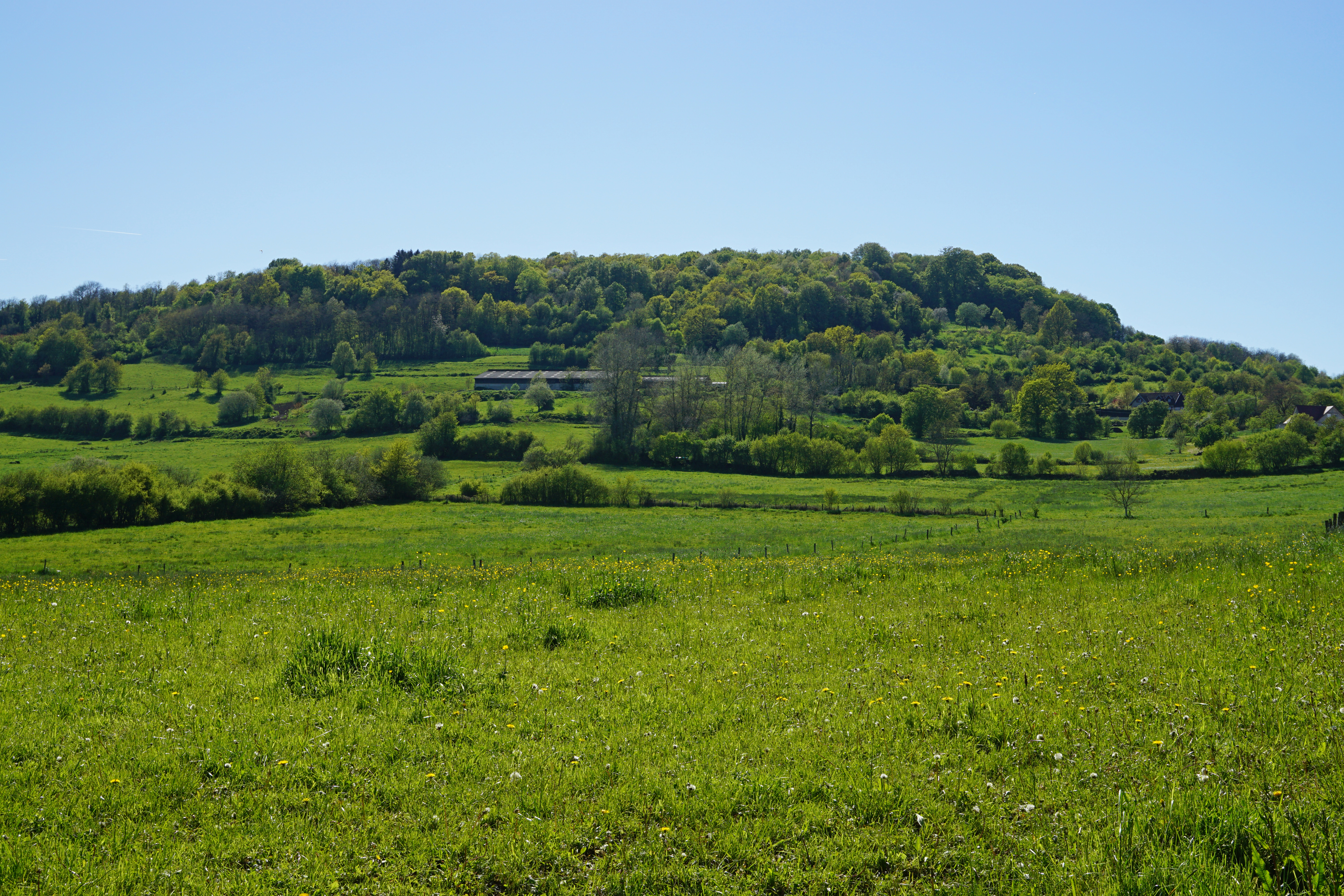
Le mont Gédry.
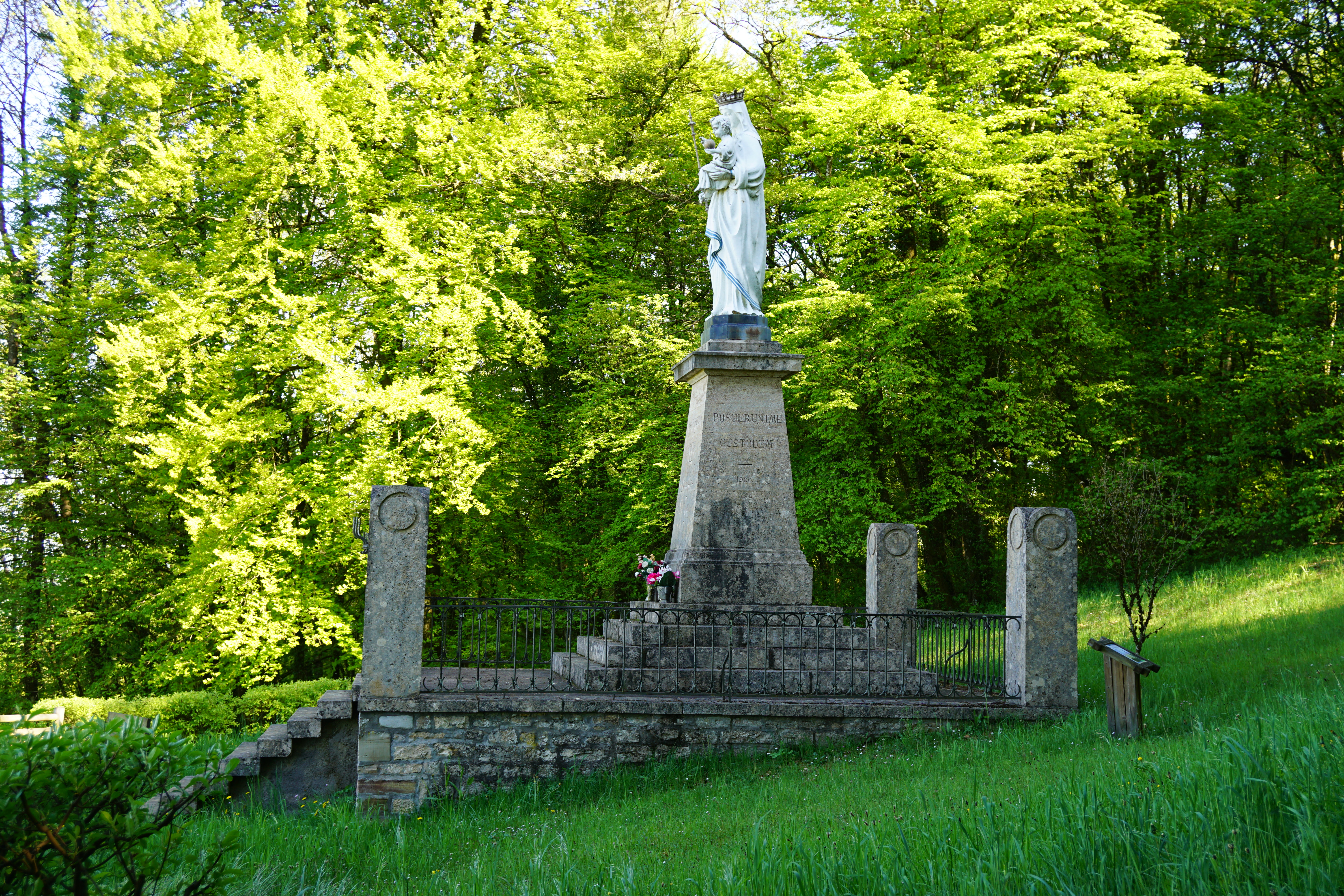
La Vierge du mont Gédry.
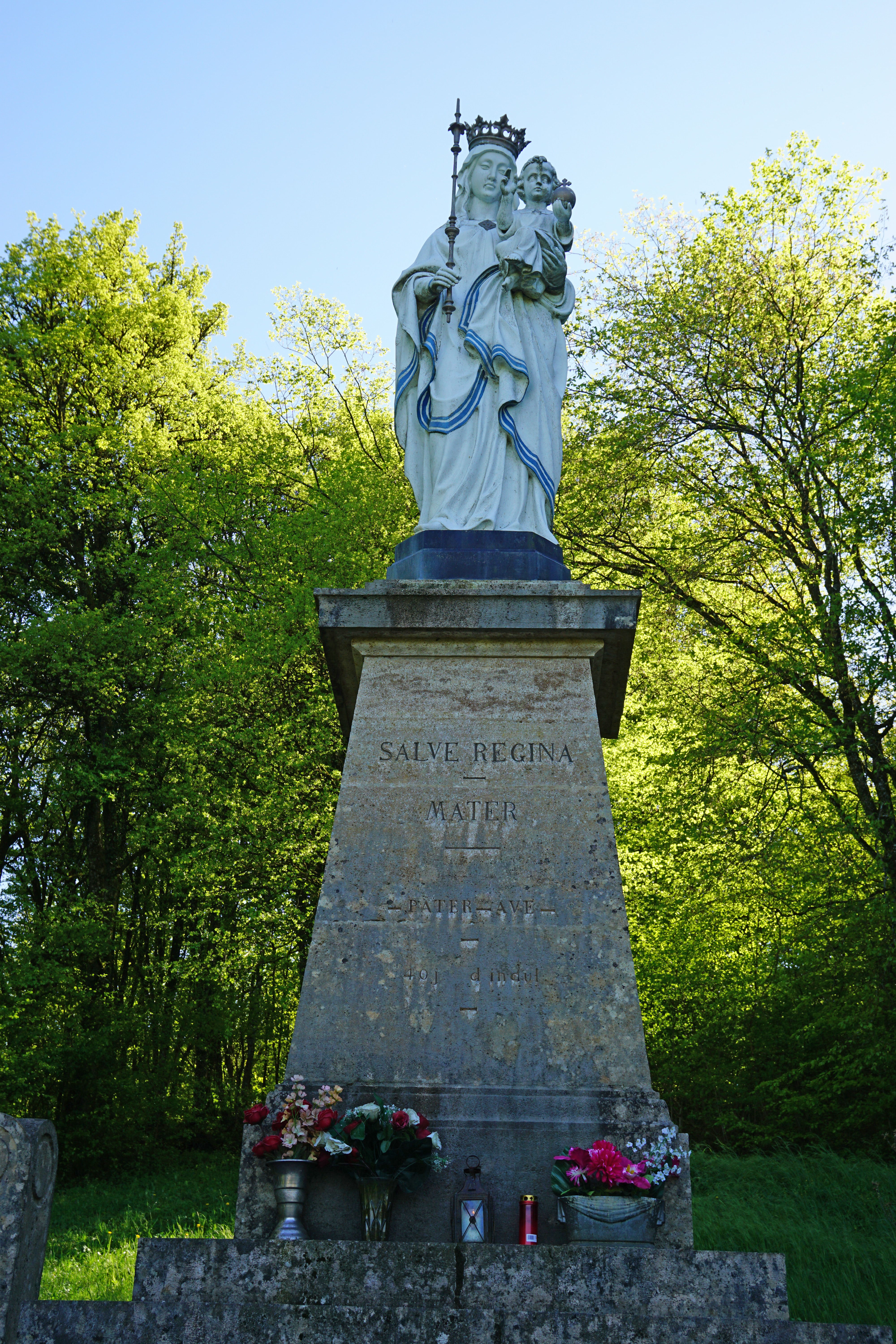
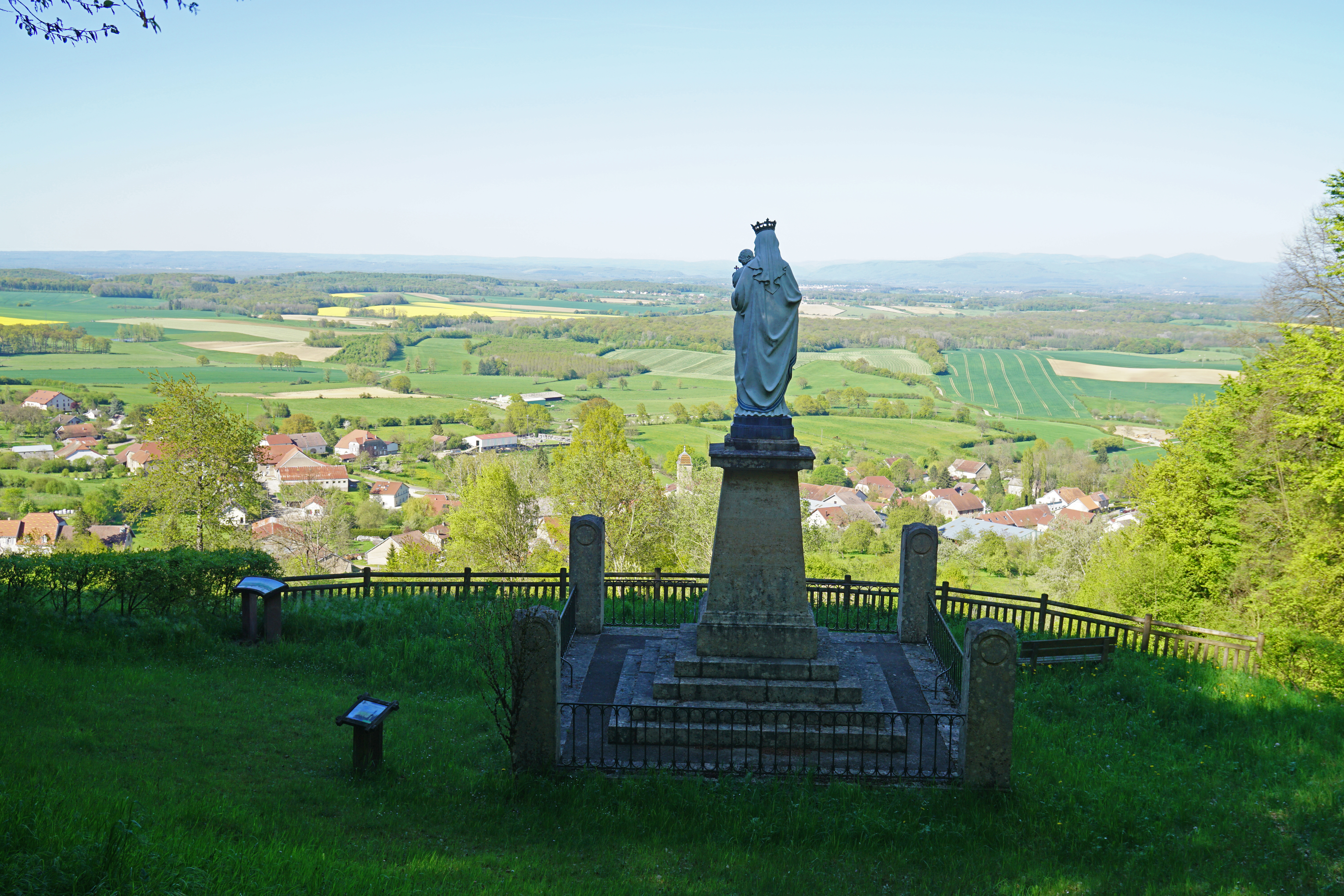
Panorama.

### Hydrographie
Deux petits ruisseaux s'écoulent sur le territoire communal. Il s'agit pour le premier du Fondrisson qui passe dans la partie ouest, et s'écoule du nord-est au sud-ouest en se jetant dans le ruisseau des Pontcey, affluent rive droite de l'Ognon. Le deuxième est le Lauzin qui longe la commune à l'ouest coulant du nord au sud avant de rejoindre l'Ognon.

### Climat
Pour des articles plus généraux, voir Climat de la Bourgogne-Franche-Comté et Climat de la Haute-Saône.
En 2010, le climat de la commune est de type climat de montagne, selon une étude du Centre national de la recherche scientifique s'appuyant sur une série de données couvrant la période 1971-2000. En 2020, Météo-France publie une typologie des climats de la France métropolitaine dans laquelle la commune est exposée à un climat semi-continental et est dans la région climatique Lorraine, plateau de Langres, Morvan, caractérisée par un hiver rude (1,5 °C), des vents modérés et des brouillards fréquents en automne et hiver.
Pour la période 1971-2000, la température annuelle moyenne est de 10,1 °C, avec une amplitude thermique annuelle de 17,3 °C. Le cumul annuel moyen de précipitations est de 1 146 mm, avec 13,7 jours de précipitations en janvier et 10,2 jours en juillet. Pour la période 1991-2020, la température moyenne annuelle observée sur la station météorologique de Météo-France la plus proche, « Villersexel Sa », sur la commune de Villersexel à 8 km à vol d'oiseau, est de 10,8 °C et le cumul annuel moyen de précipitations est de 1 037,9 mm. 
La température maximale relevée sur cette station est de 38,4 °C, atteinte le 8 août 2003 ; la température minimale est de −19,4 °C, atteinte le 20 décembre 2009,,.
Les paramètres climatiques de la commune ont été estimés pour le milieu du siècle (2041-2070) selon différents scénarios d'émission de gaz à effet de serre à partir des nouvelles projections climatiques de référence DRIAS-2020. Ils sont consultables sur un site dédié publié par Météo-France en novembre 2022.

## Urbanisme

### Typologie
Au 1er janvier 2024, Arpenans est catégorisée commune rurale à habitat dispersé, selon la nouvelle grille communale de densité à sept niveaux définie par l'Insee en 2022.
Elle est située hors unité urbaine. Par ailleurs la commune fait partie de l'aire d'attraction de Lure, dont elle est une commune de la couronne,. Cette aire, qui regroupe 33 communes, est catégorisée dans les aires de moins de 50 000 habitants,.

### Occupation des sols
L'occupation des sols de la commune, telle qu'elle ressort de la base de données européenne d’occupation biophysique des sols Corine Land Cover (CLC), est marquée par l'importance des territoires agricoles (78,3 % en 2018), une proportion sensiblement équivalente à celle de 1990 (78,7 %). La répartition détaillée en 2018 est la suivante : 
prairies (38,2 %), zones agricoles hétérogènes (27,4 %), forêts (18,3 %), terres arables (12,7 %), zones urbanisées (3,4 %). L'évolution de l’occupation des sols de la commune et de ses infrastructures peut être observée sur les différentes représentations cartographiques du territoire : la carte de Cassini (XVIIIe siècle), la carte d'état-major (1820-1866) et les cartes ou photos aériennes de l'IGN pour la période actuelle (1950 à aujourd'hui).

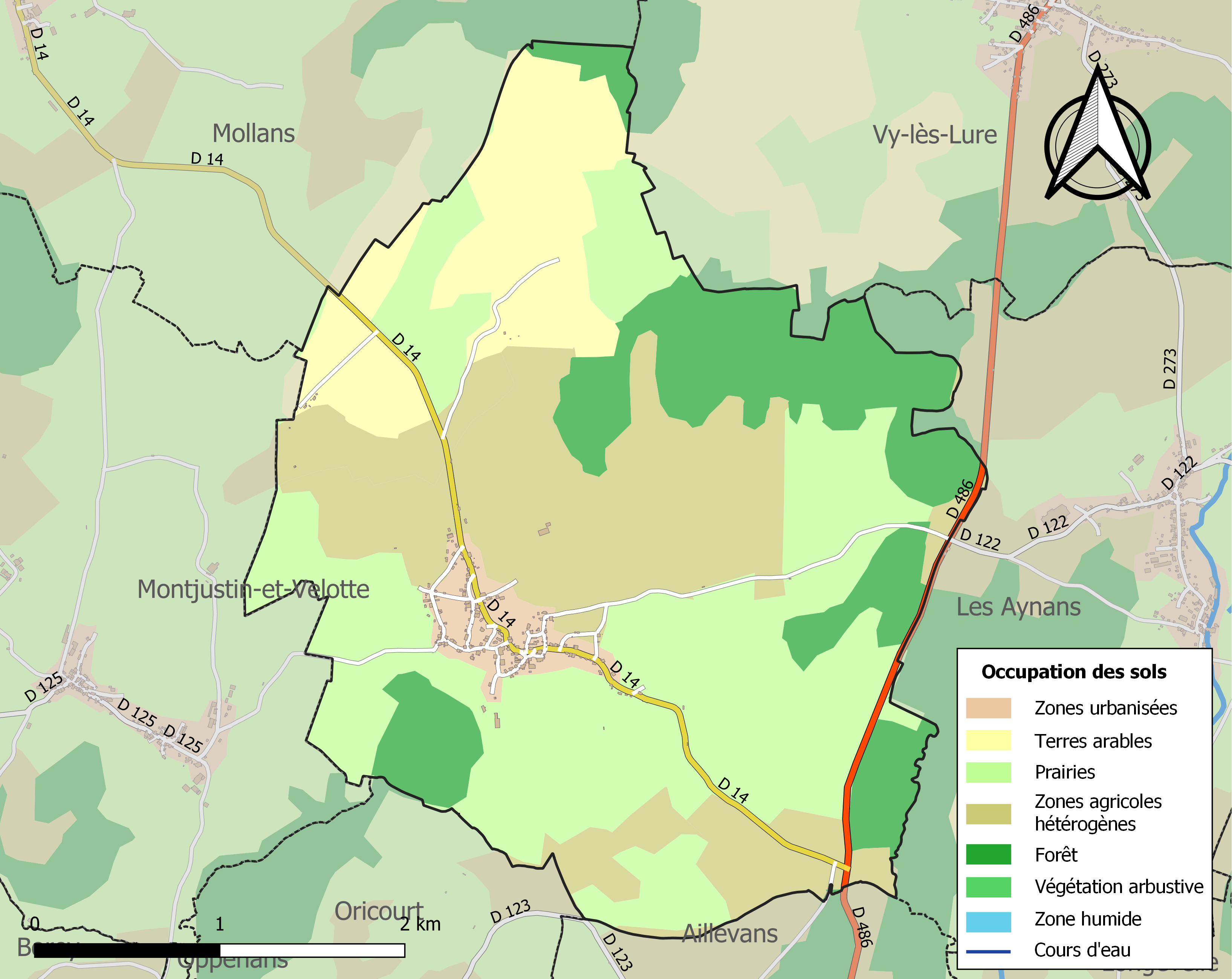
Carte des infrastructures et de l'occupation des sols de la commune en 2018 (CLC).

### Projet d'aménagement et paysage
La commune fait partie du plan local d'urbanisme intercommunal (PLUi) de la communauté de communes du pays de Lure (CCPL), document d'urbanisme de référence pour la commune et toute l'intercommunalité approuvé le 26 juin 2018. Arpenans fait également partie du SCOT du pays des Vosges saônoises, un projet de territoire visant à mettre en cohérence l'ensemble des politiques sectorielles, notamment en matière d’habitat, de mobilité, d’aménagement commercial, d’environnement et de paysage.

## Toponymie
Le nom de la localité est attesté sous les formes Erpenans en 1275, puis Arpenans en 1431.
Il s'agit d'une formation toponymique du haut Moyen Âge, à partir de celui d'un personnage d'origine burgonde Erpin avec l'adjonction du suffixe germanique -ingen, romanisé en -ingos.

## Histoire
L'occupation du territoire à l'époque gallo-romaine est établie par la découverte au lieu-dit en Mezeret au nord de la commune d'ustensiles, de fragments de pierres travaillées, de tuiles de grandes dimensions  et à bords relevés, de médailles et de monnaies. Ces vestiges attestent de l'implantation d'une villa rustica jusqu'aux grandes invasions du IVe siècle.
Sept villageois sont morts dans la Guerre franco-allemande de 1870, 12 durant la Première Guerre mondiale. Quinze jeunes gens du village, qui avaient rejoint le maquis du Chérimont, ont trouvé la mort ou ont été fusillés les 18 et 26 septembre 1944. Le village a reçu le 11 novembre 1948 la Croix de guerre 1939-1945.

## Politique et administration

### Divisions territoriales

Carte départementale représentant en rouge la communauté de communes du Pays de Lure.

La commune fait partie de l'arrondissement de Lure du département de la Haute-Saône. Pour l'élection des députés, elle fait partie de la deuxième circonscription de la Haute-Saône.
Elle faisait partie de 1801 à 1985 du canton de Lure.  Celui-ci a été scindé par le décret du 31 janvier 1985 et la commune rattachée au canton de Lure-Sud. Dans le cadre du redécoupage cantonal de 2014 en France, la commune fait désormais partie du canton de Lure-2.
La commune d'Andornay fait  partie du ressort du tribunal d'instance, du conseil de prud'hommes et du tribunal paritaire des baux ruraux de Lure, du tribunal de grande instance, du tribunal de commerce et de la cour d'assises de Vesoul, du tribunal des affaires de Sécurité sociale du Territoire de Belfort et de la cour d'appel de Besançon.
Dans l'ordre administratif, elle relève du tribunal administratif de Besançon et de la cour administrative d'appel de Nancy,

### Intercommunalité
Le village fait partie de la communauté de communes du Pays de Lure, intercommunalité créée en 1998.

### Liste des maires
| Période                                  | Période                   | Identité             | Étiquette | Qualité                                                                        |
| ---------------------------------------- | ------------------------- | -------------------- | --------- | ------------------------------------------------------------------------------ |
| Les données manquantes sont à compléter. |                           |                      |           |                                                                                |
| vers 1840                                |                           | Jean Baptiste Billot |           |                                                                                |
| mars 1989                                | mars 2008                 | William Humbert      |           |                                                                                |
| mars 2008                                | mars 2014                 | Raymond Thomassin    |           |                                                                                |
| mars 2014                                | En cours (au 28 mai 2020) | Élisabeth Sieger     |           | Retraitée de la fonction publique hospitalière Réélue pour le mandat 2020-2026 |

## Démographie
On dénombrait 20 ménages en 1620.

L'évolution du nombre d'habitants est connue à travers les recensements de la population effectués dans la commune depuis 1793. Pour les communes de moins de 10 000 habitants, une enquête de recensement portant sur toute la population est réalisée tous les cinq ans, les populations de référence des années intermédiaires étant quant à elles estimées par interpolation ou extrapolation. Pour la commune, le premier recensement exhaustif entrant dans le cadre du nouveau dispositif a été réalisé en 2007.

En 2022, la commune comptait 242 habitants, en évolution de −1,22 % par rapport à 2016 (Haute-Saône : −1,4 %, France hors Mayotte : +2,11 %).
| 1793 | 1800 | 1806 | 1821 | 1831 | 1836 | 1841 | 1846 | 1851 |
| ---- | ---- | ---- | ---- | ---- | ---- | ---- | ---- | ---- |
| 562  | 555  | 601  | 588  | 700  | 686  | 609  | 595  | 628  |

| 1856 | 1861 | 1866 | 1872 | 1876 | 1881 | 1886 | 1891 | 1896 |
| ---- | ---- | ---- | ---- | ---- | ---- | ---- | ---- | ---- |
| 502  | 564  | 541  | 482  | 471  | 407  | 437  | 413  | 423  |

| 1901 | 1906 | 1911 | 1921 | 1926 | 1931 | 1936 | 1946 | 1954 |
| ---- | ---- | ---- | ---- | ---- | ---- | ---- | ---- | ---- |
| 392  | 403  | 371  | 346  | 347  | 304  | 275  | 225  | 221  |

| 1962 | 1968 | 1975 | 1982 | 1990 | 1999 | 2006 | 2007 | 2012 |
| ---- | ---- | ---- | ---- | ---- | ---- | ---- | ---- | ---- |
| 219  | 219  | 195  | 216  | 186  | 190  | 214  | 217  | 250  |

| 2017 | 2022 | - | - | - | - | - | - | - |
| ---- | ---- | - | - | - | - | - | - | - |
| 245  | 242  | - | - | - | - | - | - | - |

## Économie
Le village dépendant économiquement du centre urbain de Lure.

## Culture locale et patrimoine

### Lieux et monuments

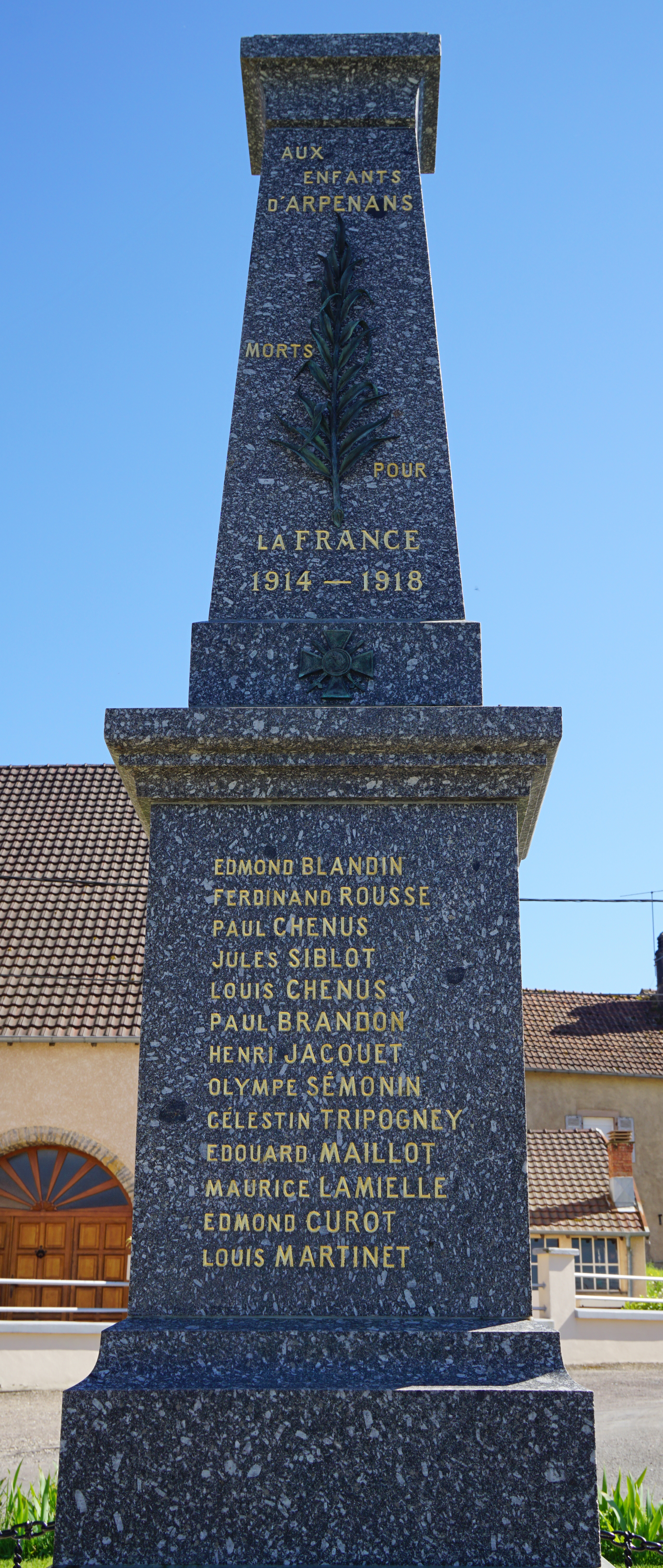
Le monument aux morts.

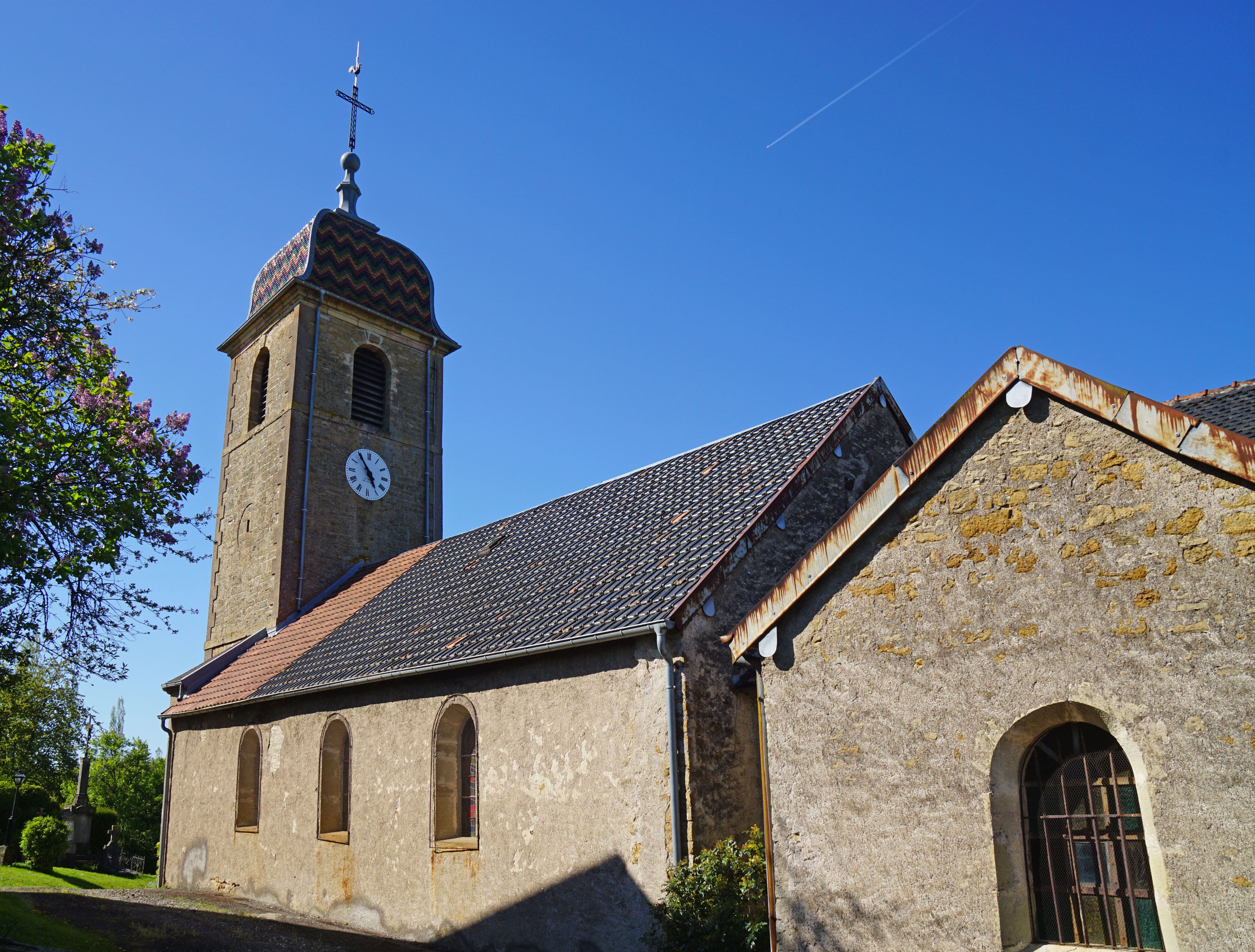
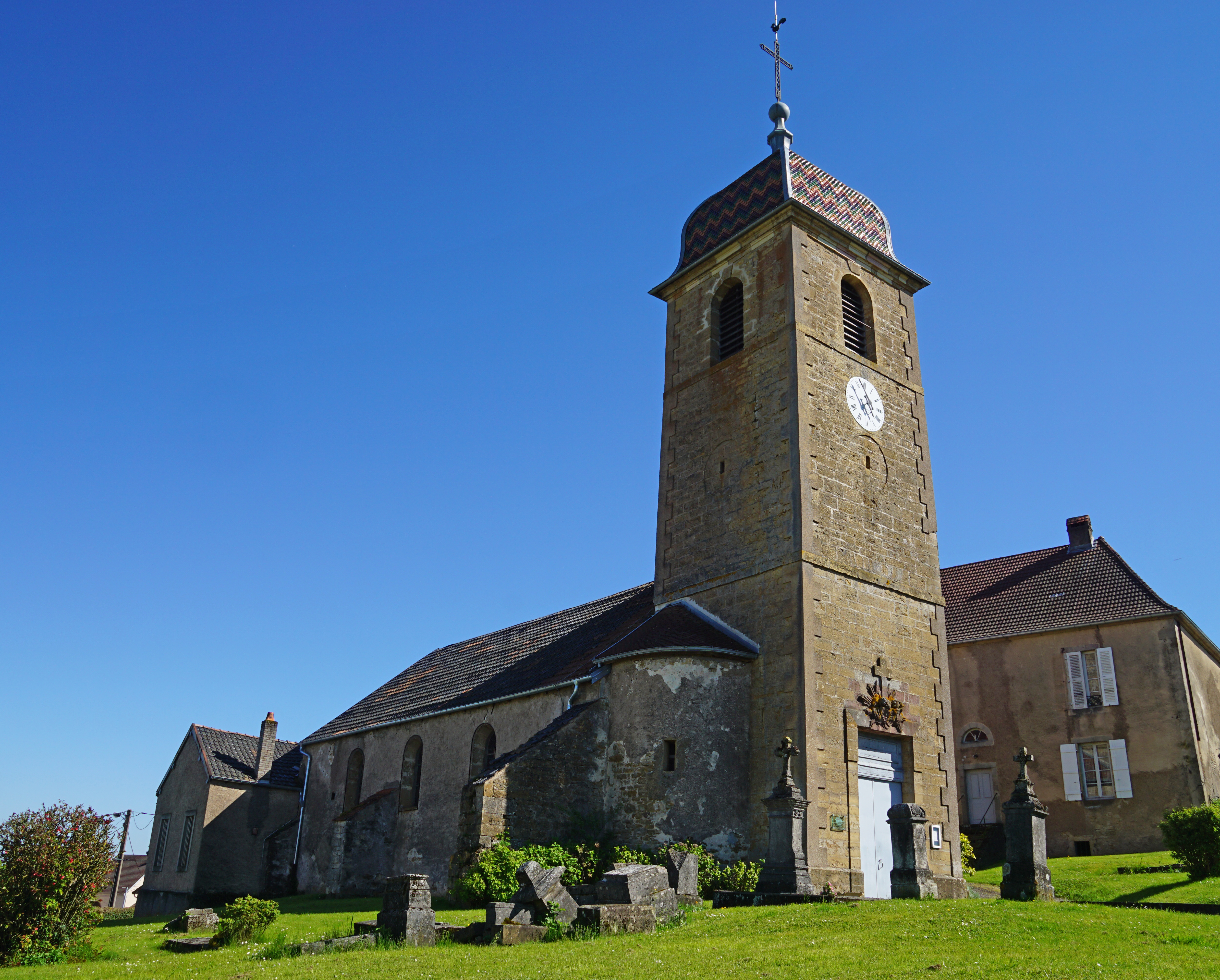
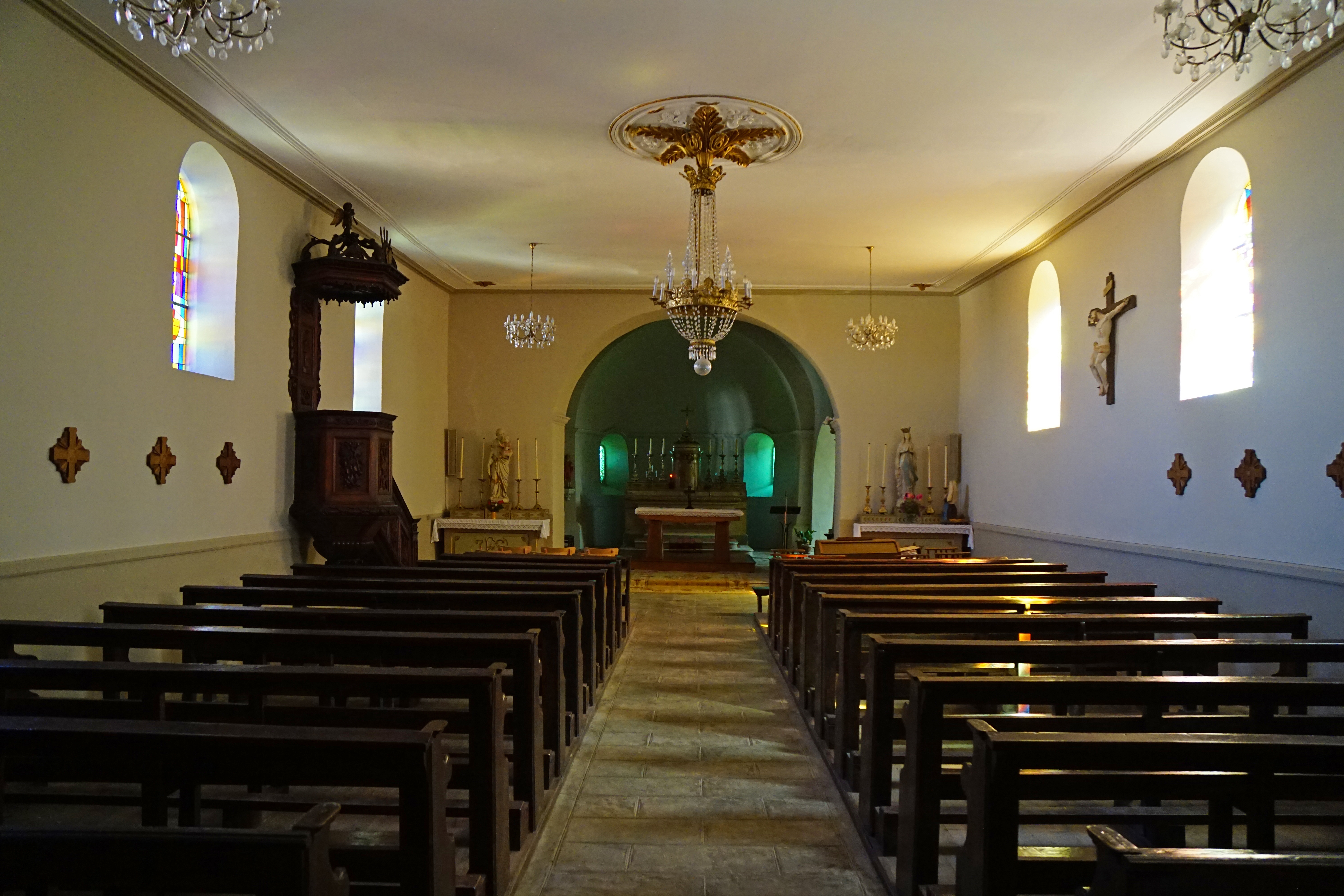

L'église.

### Personnalités liées à la commune
- Jean-Baptiste Levrey (1829-1908), député et sénateur de la IIIe République, mort à Arpenans.

### Héraldique
|  | Les armes de la ville se blasonnent ainsi :D'azur au gonfanon d'or. |